# Ceratocephala pungens
Ceratocephala pungens är en ranunkelväxtart som beskrevs av P.J. Garnock-jones. Ceratocephala pungens ingår i släktet hornsmörblommor, och familjen ranunkelväxter. Inga underarter finns listade i Catalogue of Life.